# Rămășagul (film)
Rămășagul este un film românesc din 1985, regizat de Ion Popescu-Gopo după propriul scenariu. Filmul este o adaptare cinematografică liberă a basmului „Punguța cu doi bani” (publicată pentru prima oară în Convorbiri literare nr. 10 din 1 ianuarie 1876) de Ion Creangă. El combină tehnica filmului cu actori și desenele animate. Rolurile principale sunt interpretate de Draga Olteanu-Matei, Ion Lucian, Angela Similea, Florin Piersic, Constantin Fugașin și Virginia Mirea.

## Rezumat
Filmul începe cu prezentarea următorului rezumat: „A fost odată o babă (Draga Olteanu-Matei) și un moșneag (Ion Lucian). Moșneagul a făcut un rămășag pe o punguță cu doi bani cu o zână bună, fermecată (Angela Similea), care era măritată cu Zmeul Zmeilor (Florin Piersic), care se lupta cu Făt-Frumos (Constantin Fugașin) pentru Ileana Cosânzeana (Virginia Mirea). Dar punguța s-a pierdut și cocoșelul n-a găsit-o nici la tâlharii păguboși (Iurie Darie și Vasile Hariton), nici la muzicant (Radu Gheorghe), care era îndrăgostit de o fată (Anca Mihăescu), fata circarului fioros (Jorj Voicu). Dar povestea se termină frumos, aproape ca-n basmul lui Ion Creangă”.
Într-un târg are loc un bâlci la care participă și un circ ambulant. Printre cei care se plimbă pe acolo sunt și doi tâlhari păguboși și un muzicant, care s-a îndrăgostit de fata unui aruncător de cuțite fioros. Un moșneag intră în hanul „La șapte cocoși” și-i povestește lui Bobilică, un bărbat proaspăt însurat, că găina babei sale s-a îndrăgostit de cocoșul de tablă de pe acoperișul casei. Găina a căzut cloșcă după cocoșul de tablă și a făcut un ou din care a ieșit un cocoșel jumătate ou și jumătate tablă. Cocoșelul cântă, dansează și înghite cam tot ce găsește prin curte. Auzind povestea, Bobilică cumpără un cocoș de tablă făcut de moș. Din banii primiți moșul pune deoparte doi bănuți pentru a-i ascunde de baba sa, dar se teme că aceasta o să-i găsească pentru că nu-i pe lume o femeie mai isteață decât ea. O zână care trecea întâmplător pe acolo aude și ea povestea și pune un rămășag cu moșul pe o punguță cu doi bani de aur că o să găsească punguța în șapte zile oriunde ar ascunde-o moșul.
Moșul agață punguța cu cei doi bani de pliscul cocoșului de tablă de pe acoperiș. În acea seară, circarul fioros îi povestește fiicei sale povestea „Punguța cu doi bani”. Fata iese pe furiș din casă și se întâlnește cu muzicantul, dar circarul îi surprinde și-l fugărește pe tânăr. O furtună izbucnește în timpul nopții, iar vântul smulge punguța din pliscul cocoșului de tablă de pe acoperiș. Cocoșelul pornește după punguță, o prinde în plisc, dar, pe când se întorcea în zbor spre casă, este împușcat de tâlharii păguboși. Punguța cade pe o punte ce traverseză un râu, este găsită de muzicant. Acesta o pune ca miză la un joc de cărți cu cei doi tâlhari păguboși și cu circarul. Cocoșelul apare și înghite cărțile de joc, banii și punguța. Tâlharii și circarul prind cocoșelul și vor să-l taie gâtul, dar îl scapă într-o fântână.
Cocoșelul înghite toată apa din fântână și apoi apa din mare, dar, dându-și seama că peștii o să moară, o scuipă afară. El este așteptat pe malul mării de zână care-l strânge de gât și-i scoate punguța. Zâna găsește în punguță două pietre în loc de cei doi bănuți de aur. În acel moment, zmeul intră în castel și-l aduce pe Făt-Frumos bătut (deși în toate basmele zmeul era cel bătut de Făt-Frumos), după ce i-o răpise mai înainte pe Ileana Cosânzeana. Zâna îi eliberează pe cei doi prizonieri și-l acuză pe zmeu că a schimbat basmul. Ea le cere banii celor doi tâlhari păguboși, muzicantului și circarului, dar banii nu se aflau la aceștia.
La trecerea celor șapte zile, moșul se urcă pe casă, dar nu găsește punguța cu doi bani în pliscul cocoșului de tablă. Zâna vine și-i cere moșului punguța, dar banii nu se aflau nici la el, ci la baba care reușise să-i găsească înainte de începerea furtunii. Moșul reușește astfel să câștige rămășagul și să rămână în posesia definitivă a banilor. Filmul se încheie cu sfaturile date de zână celorlalte personaje: ea le recomandă celor doi tâlhari păguboși să renunțe la faptele rele, circarului îi spune să fie bun și înțelegător și să accepte căsătoria fetei cu muzicantul. Cocoșelul este transformat în copil și numit Ion, pentru că „a umblat creanga”. Zmeul este bătut de Făt-Frumos, dar amenință să se răzbune în basmul următor unde-l va bate „de-i sar capacele”.

## Distribuție
- Draga Olteanu-Matei — baba (menționată Draga Olteanu)
- Ion Lucian — nea Gheorghe, moșneagul
- Angela Similea — zâna
- Florin Piersic — Zmeul Zmeilor, soțul zânei
- Constantin Fugașin — Făt-Frumos
- Virginia Mirea — Ileana Cosânzeana
- Iurie Darie — tâlhar păgubos
- Vasile Hariton — tâlhar păgubos
- Radu Gheorghe — muzicantul
- Anca Mihăescu — fata circarului fioros
- Jorj Voicu — circarul fioros

## Producție
Scenariul filmului a fost scris de Ion Popescu-Gopo, el fiind o adaptare liberă a basmului „Punguța cu doi bani” (1876) de Ion Creangă. Filmul a fost realizat în studiourile Centrului de Producție Cinematografică București. Imaginea și efectele speciale au fost realizate de operatorul Alecu Popescu, fratele regizorului. Regizor secund a fost Emil Slotea.
Desenele animate au fost realizate de studioul Animafilm, animatori fiind Mica Boroghină, Constantin Crîșmărel, Anita Ionescu și Pierette Atanasiu. Sculptura cocoșelului a fost executată de Enache Hărăbor, iar cizelarea de Ion Ușurelu. Cocoșelul a fost animat de Ion Popescu-Gopo. Trucajele au fost realizate de Olga Pîrîianu.
Versurile cântecelor sunt scrise de Eugen Rotaru, iar muzica este compusă de Marius Țeicu. Textul melodiei „Tâlharii păguboși” a fost scris de Anne Marie (Anemar) Pop. După cum este specificat pe generic, în acest film cântă Anda Călugăreanu, Mirabela Dauer, Aurelian Andreescu, Mihai Perșa și Grupul 3T.
Anca Mihăescu, interpreta fiicei circarului fioros, a debutat în cinematografie cu acest film.

## Recepție
Filmul Rămășagul a fost vizionat de 1.837.171 spectatori la cinematografele din România, după cum atestă o situație a numărului de spectatori înregistrat de filmele românești de la data premierei și până la data de 31.12.2007 alcătuită de Centrul Național al Cinematografiei.
Într-un articol publicat în 1985 în revista Cinema, jurnalista Roxana Pană constata că Gopo se folosește în acest film de povestea „Punguța cu doi bani” doar ca pretext pentru a crea o poveste nouă în care apar mai multe intrigi care se întretaie fără a fi duse până la capăt. Filmul nu caută o simbolistică a basmului, cum procedase Gopo în filmele făcute după alte povești ale lui Creangă, ci scoate la suprafață „ludicul în stare pură”.
Un critic contemporan, regizorul Mihnea Columbeanu, a afirmat că după realizarea capodoperei Scurtă istorie, talentul lui Ion Popescu-Gopo „s-a disipat în cam tot atâtea filmulețe derizorii”, regizorul revenind în avanscena cinematografului românesc abia în 1975, cu Comedie fantastică, dar fără a mai avea inspirația de la începuturile carierei. Despre filmul Rămășagul, criticul sus-menționat apreciază că „tot ce se poate reține din film e faptul că năzdrăvanul cocoș al lui Creangă are acum o explicație cât se poate de S.F.: e rezultatul amorului dintre o găină ortodoxă și cocoșul de tablă al giruetei de pe acoperiș; și are motorașe cu reacție sub aripi. Și e interpretat de o păpușă iritant de simplistă și inexpresivă, dar filmată în prim-planuri insistente, ca și cum primele zece secunde n-ar fi fost de ajuns ca să-i simțim gustul de plastic vopsit”. Singurul element care mai amintește de umorul din primele filme ale lui Gopo este zmeul rănit în lupte, interpretat de Florin Piersic.
În lucrarea Istoria filmului românesc (1897-2000), criticul Călin Căliman afirma că filmul Rămășagul este de fapt un amestec al mai multor basme, în care Gopo schimbă sensul personajelor: zâna cea bună este soția zmeului și se plimbă cu velocipedul, invincibilul Făt Frumos se află mereu în situații perdante, zmeul fumează trabuc pe care și-l aprinde cu bricheta etc. „Gopo, cu fantezia-i nemăsurată, ne lasă să înțelegem că noua sa poveste vine din toate poveștile lumii, amestecate într-un ghem multicolor, apelează la personaje din alte basme, răsturnându-le sensul [... ], mizează pe un «punct de atracție» foarte solid, muzica lui Marius Țeicu, veselă, plăcută, cu iz de șlagăr [...] Gopo se joacă frumos, îl dotează pe zmeu cu trabuc și brichetă, zâna cea bună se plimbă cu velocipedul [...]”.
Criticul Tudor Caranfil a dat filmului două stele din cinci și a făcut următorul comentariu: „Moșul face cocoși de tablă, dintre cei care se pun pe casele oamenilor, iar găinii babei tocmai unul dintre aceștia i-a căzut cu tronc. Consecința iubirii lor va fi – logic! – jumătate ou, jumătate tablă, care va naște un cocoș jumătate tablă. Alături de el, doi tâlhari, o zână, un circar și câte alte personaje hazlii își vor disputa punguța cu doi bani din povestea lui Creangă. Cadrul fantastic al acestei „fantezii muzical-umoristice”, combinație dintre „Punguța cu doi bani” și „Fata babei și a moșneagului”, e susținut prin îmbinarea filmului de animație cu cel jucat și cântat. Din păcate, textele lui Creangă rămân doar pretext în incoerența unei succesiuni de „numere” atractive. Pr. 2, secț. copii Chicago.”

## Premii
Rămășagul a fost distins cu premiul II la Festivalul Filmului pentru copii și tineret de la Chicago (1987) pentru efectele speciale obținute din dublarea actorilor cu animația și, de asemenea, cu premiul Consiliului Național al Organizației Pionierilor pe anul 1985 în domeniul filmelor artistice.